# HSPB6
HSPB6 (англ. Heat shock protein family B (small) member 6) – білок, який кодується однойменним геном, розташованим у людей на короткому плечі 19-ї хромосоми. Довжина поліпептидного ланцюга білка становить 160 амінокислот, а молекулярна маса — 17 136.
| 10         |  | 20         |  | 30         |  | 40         |  | 50         |
| ---------- |  | ---------- |  | ---------- |  | ---------- |  | ---------- |
| MEIPVPVQPS |  | WLRRASAPLP |  | GLSAPGRLFD |  | QRFGEGLLEA |  | ELAALCPTTL |
| APYYLRAPSV |  | ALPVAQVPTD |  | PGHFSVLLDV |  | KHFSPEEIAV |  | KVVGEHVEVH |
| ARHEERPDEH |  | GFVAREFHRR |  | YRLPPGVDPA |  | AVTSALSPEG |  | VLSIQAAPAS |
| AQAPPPAAAK |  |            |  |            |  |            |  |            |

A: Аланін

C: Цистеїн

D: Аспарагінова кислота

E: Глутамінова кислота

F: Фенілаланін

G: Гліцин

H: Гістидин

I: Ізолейцин

K: Лізин

L: Лейцин

M: Метіонін

P: Пролін

Q: Глутамін

R: Аргінін

S: Серин

T: Треонін

V: Валін

W: Триптофан

Кодований геном білок за функціями належить до шаперонів, фосфопротеїнів. 
Задіяний у такому біологічному процесі, як відповідь на стрес. 
Локалізований у цитоплазмі, ядрі.
Також секретований назовні.